# Paw (filme)
Paw é um filme de drama dinamarquês de 1959 dirigido por Astrid Henning-Jensen, coautora do roteiro com Bjarne Henning-Jensen. Foi indicado ao Oscar de melhor filme estrangeiro na edição de 1960, representando a Dinamarca.

## Elenco
- Edvin Adolphson - Anders
- Jimmy Sterman - Paw
- Asbjørn Andersen - Gutsbesitzer
- Ninja Tholstrup - Yvonne
- Helge Kjærulff-Schmidt - Lehrer
- Karen Lykkehus - Fräulein Bo
- Preben Neergaard - Søofficer
- Karl Stegger - Betjent Hansen
- Ebba Amfeldt - Fru Hansen
- Svend Bille - Onkel Pot